# Apanteles arene
Apanteles arene är en stekelart som beskrevs av Nixon 1973. Apanteles arene ingår i släktet Apanteles och familjen bracksteklar. Inga underarter finns listade i Catalogue of Life.